# Path of Golconda
Path of Golconda ist eine deutsche Death-Metal-Band aus Oberhausen, die im Jahr 1999 gegründet wurde. Der Bandname leitet sich aus der Kabbala-Lehre ab.

## Geschichte
Die Band wurde im Jahr 1999 von Schlagzeuger Roman Bartosch, den Gitarristen Rüdiger Braun und Christoph Hell, Bassist Daniel Bigus und Sänger Tobias Becker gegründet. Im Jahr 2002 folgte mit Demonheart (An Anathema to This World) ein erstes Demo, dem sich 2003 das Demo Astigian (First Steps Into Oblivian) anschloss. In der Folgezeit kam Daniels Bruder Manuel Bigus als Sänger zur Band, woraufhin 2004 das Debütalbum Destination: Downfall in Eigenveröffentlichung erschien. Aufgenommen wurde das Album im Stage One Studio unter der Leitung von Andy Classen. Der Veröffentlichung folgten diverse Auftritte, unter anderem zusammen mit Napalm Death, Hypocrisy, Die Apokalyptischen Reiter, Hatesphere und Unleashed. Daraufhin begab sich die Band erneut mit Classen in das Stage One Studio, um das nächste Album The Threshold Diaries aufzunehmen, das 2006 in Eigenveröffentlichung erschien. Nach Veröffentlichung verließ Gitarrist Hell die Band und wurde durch den britischen Gitarristen Andrew French ersetzt. Nach erneuten Auftritten nahm die Band mit Andy Classen Mitte 2009 ihr nächstes Album auf, das Mitte November unter dem Namen Return über Yonah Records erschien.

## Stil
Auf ihrem ersten Demo Demonheart (An Anathema to This World) spielte die Band Death Metal, mit Einflüssen aus Thrash- und Black-Metal, vergleichbar mit der Musik von Hypnos. Das zweite Demo Astigian (First Steps Into Oblivian) wird mit den Werken von Disbelief verglichen, wobei die Musik „mit leichten Black Metal Versatzstücken angereichert und leichtem Gothic Design garniert“ wird. Das Debütalbum Destination: Downfall gestaltete sich noch abwechslungsreicher und wird als eine Mischung aus „Thrash, Death, Melo-Death, Black und Hardcore“ beschrieben. Auf dem Album The Threshold Diaries gingen die Black-Metal-Einflüsse weitestgehend zurück. Einflüsse aus dem Thrash Metal sind weiterhin hörbar. Die Musik ist mit den Werken von Gruppen wie Withered Beauty, älteren Opeth, Fragments of Unbecoming, Legion of the Damned, Negator, Dark Fortress und Sonic Reign vergleichbar. Der Gesang wird mit dem von Dark Tranquillity verglichen. Auf dem Album Return spielte die Band Death Metal, der sich sowohl klanglich, als auch textlich abwechslungsreich gestaltete.

## Diskografie
- 2002: Demonheart (An Anathema to This World) (Demo, Eigenveröffentlichung)
- 2003: Astigian (First Steps Into Oblivian) (Demo, Eigenveröffentlichung)
- 2004: Destination: Downfall (Album, Eigenveröffentlichung)
- 2006: The Threshold Diaries (Album, Eigenveröffentlichung)
- 2009: Return (Album, Yonah Records)